# José María Gil-Robles y Gil-Delgado
Pour les articles homonymes, voir José María Gil-Robles.
José María Gil-Robles y Gil-Delgado, né le 17 juin 1935 à Madrid et mort le 13 février 2023 dans la même ville, est un homme politique espagnol, membre du Parti populaire européen (PPE). Il est président du Parlement européen de 1997 à 1999 et président du Mouvement européen de 1999 à 2005. Il est le fils de l'ancien ministre José María Gil-Robles y Quiñones et frère d'Álvaro Gil-Robles.

## Biographie
Il meurt le 13 février 2023.

## Archives
Les archives européennes de José Maria Gil-Robles ont été remises à la Fondation Jean Monnet pour l'Europe en 2012. Elles s'articulent autour de plusieurs fonctions de caractère européen occupées par lui.
Fonds José Maria Gil-Robles (1989-2010) [papier et photographies ; 12.18 mètres linéaires d'archives].  Cote : CH-002032-0 AGR. Lausanne : Fondation Jean-Monnet pour l'Europe (présentation en ligne).

## Publications
- (es) Paz y fueros: el problema regional en Europa, Editorial Cuadernos para el Diálogo, 1974